# Эфиопский питон
Эфиопский питон (лат. Python natalensis) — вид неядовитых змей из семейства питонов.

## Внешний вид и строение
Общая длина колеблется от 2,8 до 5,8 м. Вес до 61 кг. Наблюдается половой диморфизм — самки крупнее самцов. Голова треугольная, уплощённая. Два передних лобных щитка больше следующей за ними средней пары лобных щитков, эти в свою очередь почти равны задней паре щитков. Остальные щитки на голове, за исключением непарного теменного щитка, небольшие и неправильной формы. Передний щиток морды с 2 углублениями, передние верхнегубные щитки с каждой стороны имеют по одному углублению. Все три пары лобных щитков почти одинаковой ширины. Туловище крепкое, стройное, покрыто 65-70 рядами чешуй.
Окраска разная: жёлто-бурая, серая, оливковая, оранжевая, светло-коричневая. Брюхо красновато-белого цвета. Большую часть верха головы занимает чёрно-бурое пятно, обращенная острием вперед. По всей спине тянется ряд переплетённых в виде цепи пятен чёрно-бурого цвета, продолговато-четырехугольных, более или менее прямоугольных или косых, по бокам они часто сливаются. Эти пятна тянутся до конца хвоста.

## Образ жизни
Любит открытые саванны, места у берегов водоемов, луга, редколесья, скалистые холмы, полупустыни. Встречается на высоте до 2000 м над уровнем моря. Практически всю жизнь проводит на земле, иногда заползая на деревья или кустарники. Прекрасно плавает. Активен ночью. Днём скрывается в норах трубкозубов, дикобразов или бородавчатых свиней.
Питается капскими даманами, кроликами, зайцами, камышовыми крысами, молодыми свиньями, кошками, шакалами, обезьянами-верветками, птицами, мелкими антилопами, дикобразами, рыбой, варанами, небольшими крокодилами, утками, падалью. Молодые питоны питаются мелкими птицами, мышами, ящерицами, лягушками.
Это яйцекладущие змея. Самка откладывает от 17 до 74 яиц.

## Распространение
Обитают в Ботсване, Анголе, Демократической республике Конго, Замбии, Бурунди, Танзании, Кении, Намибии, ЮАР, Мозамбика, Зимбабве.